# Parco regionale di Montevecchia e della Valle del Curone
Il parco regionale di Montevecchia e della Valle del Curone è un'area naturale protetta della Lombardia situata nel territorio dell'area di Merate, nella Brianza lecchese.

## Territorio
Il Parco si estende per una superficie di circa 3.809 ettari, che interessa dodici comuni:  Airuno, Cernusco Lombardone, La Valletta Brianza, Lomagna, Merate, Missaglia, Montevecchia (che ne è sede), Olgiate Molgora, Osnago, Sirtori, Valgreghentino, Viganò. Questo parco, seppur di ridotte dimensioni, rappresenta una preziosa risorsa per la zona. Esso infatti risulta essere l'ultimo sito di rilevante interesse ambientale a conservare aree boschive incontaminate e specie animali come il gambero di fiume, la salamandra, il tasso e lo scoiattolo, prima della megalopoli milanese. L'altitudine minima toccata dal territorio del parco corrisponde a 242 m s.l.m., quella massima a circa 600. Dal punto di vista idrografico, è attraversato dai torrenti Curone, Molgora, (Lavandaia e Molgoretta). Inoltre, i boschi di questa zona sono ricchi di sorgenti naturali, la cui acqua ha permesso in passato di creare rogge, fontanili e lavatoi. Dal punto di vista geologico, il parco costituisce un luogo interessante poiché è l'ultima propaggine di un anfiteatro morenico.

## Flora
Nonostante l'introduzione della robinia, pianta d'origine nordamericana con tendenze invasive, sono conservate all'interno del territorio del parco numerose specie arboree autoctone, come il castagno, il faggio, la rovere, la roverella, la farnia, il carpino e l'ontano.

## Fauna
Per chi viene da Milano il Parco regionale di Montevecchia e della Valle di Curone rappresenta la prima area verde a ospitare specie animali selvatiche, scomparse dal territorio a causa dell'intenso grado di urbanizzazione. Con l'istituzione del parco, nel 1983, si è evitato che anche quest'ultimo lembo di Brianza venisse ricoperto di cemento, e si è contribuito efficacemente alla conservazione di una ricca fauna, anche grazie a progetti di reinserimento (come quelli adottati negli ultimi anni per scoiattoli e tassi).

### Mammiferi
Tra le 26 specie di mammiferi, oltre alle 8 di pipistrelli, sono presenti roditori, come il ghiro, lo scoiattolo, il topo selvatico, l'arvicola e il moscardino; troviamo poi la talpa, il toporagno, il riccio, il tasso, la lepre, la volpe, la donnola e la faina.

### Uccelli
Il parco presenta una interessantissima avifauna, sia stanziale che di passo. Spiccano le specie legate agli ambienti boschivi, quali silvie (capinera, luì grosso, luì piccolo, luì verde), e la balia nera, codibugnolo, codirosso, scricciolo, pettirosso, cincie (cinciallegra, cinciarella, cincia mora, cincia bigia), fringillidi, picchi (picchio verde e picchio rosso maggiore, picchio muratore), turdidi (stanziale merlo, di passo tordo bottaccio), upupa, torcicollo, succiacapre e occasionalmente il gruccione. Presenta uno degli areali di nidificazione più settentrionali in Italia dell'occhiocotto, piccolo uccello amante delle zone cespugliose e mediterranee. Altrettanto importante la presenza di specie rare legate alla macchia come lo zigolo nero e la sterpazzola.
I rapaci sono rappresentati dal gheppio e dalla poiana, occasionali sono lo sparviere, il lodolaio, il nibbio bruno. Buona la presenza di strigiformi quali la civetta, l'assiolo, il gufo comune, il barbagianni e l'allocco.
Nelle zone umide sono presenti il martin pescatore e l'airone cinerino, visibile d'inverno anche nei pascoli alla ricerca di piccoli roditori. Abbastanza facile incontrare fagiani, mentre quaglie e starne sono praticamente scomparse.
Il parco è anche un'oasi importantissima per il passaggio di tantissimi uccelli migratori.

### Anfibi e rettili
Il fiore all'occhiello del parco è la presenza della rana di Lataste, una specie endemica della Valpadana seriamente minacciata. Altri anfibi presenti sono la salamandra, il rospo e la rana. Tra i rettili, particolarmente diffusi la lucertola, il ramarro e diverse specie di biscia.